# Чор
Чор (на гръцки: Γαλάτεια, Галатия, до 1926 година Τσορ, Цор) е село в Егейска Македония, Гърция, в дем Еордея на област Западна Македония.

## География
Селото е разположено на 650 m надморска височина, на 10 km северозападно от Кайляри (Птолемаида).

## История

### В Османската империя
В края на XIX век Чор е турско село. В „Етнография на вилаетите Адрианопол, Монастир и Салоника“, издадена в Константинопол в 1878 година и отразяваща статистиката на населението от 1873 година, Чор (Tchor) е посочено като село в каза Джумали със 70 домакинства и 200 жители мюсюлмани.
В 1889 година Стефан Веркович („Топографическо-этнографическій очеркъ Македоніи“) пише за Чор:
| „ | Село Чор, разположено също сред долината в гориста местност със 70 мохамедански къщи, от които се взимат 6300 пиастри данък. | “ |

Според статистиката на Васил Кънчов („Македония. Етнография и статистика“) в 1900 година Чор има 800 жители турци.
На Етнографската карта на Битолския вилает на Картографския институт в София от 1901 година Чор е чисто турско село в Кайлярската каза на Серфидженския санджак със 180 къщи.
Според статистика на Серфидженския санджак на гръцкото консулство в Еласона от 1904 година в Чор (Τσιόρ), Кайлярска каза, живеят 650 турци.

### В Гърция
През Балканската война в 1912 година в селото влизат гръцки части и след Междусъюзническата в 1913 година остава в Гърция. Боривое Милоевич пише в 1921 година („Южна Македония“), че Чор има 350 къщи турци. Турското население на Чор се изселва в Турция и на негово място през 20-те години са настанени понтийски и източнотракийски гърци. В 1927 година селото е прекръстено на Галатия. В 1928 година селото е бежанско с 215 семейства и 90 души бежанци.
В документ на гръцките училищни власти от 1 декември 1941 година се посочва, че в Чор живеят 200 бежански семейства от Понт и Тракия.
Традиционно населението се занимава с отглеждане предимно на жито, тютюн, грозде, както и със скотовъдство.
| Име      | Име       | Ново име | Ново име | Описание                                    |
| -------- | --------- | -------- | -------- | ------------------------------------------- |
| Мокрена  | Μόκραινα  | Камила   | Καμήλα   | река на З от Чор, ляв приток на Белева река |
| Дъмброва | Δεμπρόβας | Пигадия  | Πηγάδια  | местност на З от Чор                        |
| Оцания   | Ότσάνια   | Харадрес | Χαράδρες | местност на ИЮИ от Чор                      |
| Циронка  | Τσιρόγκα  | Потамия  | Ποταμιά  | река на Ю от Чор                            |

| Година    | 1913 | 1920 | 1928 | 1940 | 1951 | 1961 | 1971 | 1981 | 1991 | 2001 | 2011 | 2021 |
| --------- | ---- | ---- | ---- | ---- | ---- | ---- | ---- | ---- | ---- | ---- | ---- | ---- |
| Население | 1247 | 1266 | 826  | 912  | 827  | 912  | 696  | 613  | 532  | 530  | 393  | 400  |